# Tatochila xanthodice
Tatochila xanthodice is een vlindersoort uit de familie van de Pieridae (witjes), onderfamilie Pierinae.
Tatochila xanthodice werd in 1852 beschreven door Lucas.